# قائمة مقاطعات نيفادا

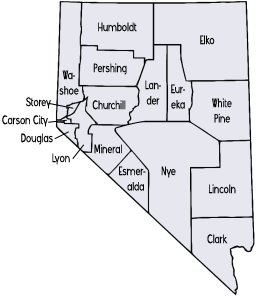
Map of Nevada Counties

## قائمة المقاطعات
| المقاطعة                         | FIPS code                                           | مقر المقاطعة     | أنشئت | الأصل                                         | التسمية | التعداد السكاني | المساحة                  | الخارطة                                  |
| كارسون سيتي، نيفادا\|كارسون سيتي | 001 نسخة محفوظة 6 يونيو 2011 على موقع واي باك مشين. | (“مدينة مستقلة”) | 1969  | جزء من مقاطعة أورمزبي                         | كرستوفر هيوستون كارسون المعروف بكيت كارسون (1809-1868)، جندي مشهور                                                             | 52,457          | 144ميل² (373 كم²         |                                          |
| مقاطعة تشورتشيل                  | 001                                                 | فالون            | 1861  | إحدى المقاطعات الأصلية التسعة                 | فورت تشورتشلl، والذي سمي على اسم سيلفستر تشورتشل (1783-1862)، جنرال في الحرب المكسيكية الأمريكية                               | 23٬982          | 4٬929 ميل² (12٬766 كم²)  | State map highlighting Churchill County  |
| مقاطعة كلارك                     | 003                                                 | لاس فيغاس        | 1908  | جزء من مقاطعة لينكن.                          | ويليام أ. كلارك (1839-1925)، سيناتور أمريكي سابق من مونتانا، وباني خط القطار الذي يمر بالمنطقة.                                | 1٬375٬765       | 7٬911 ميل² (20٬489 كم²)  | State map highlighting Clark County      |
| مقاطعة دوغلاس                    | 005                                                 | ميندين           | 1861  | إحدى المقاطعات الأصلية التسعة                 | ستيفين أرنولد دوغلاس (1813-1861)، سيناتور أمريكي سابق من إلينوي                                                                | 41٬259          | 710 ميل² (1٬839 كم²)     | State map highlighting Douglas County    |
| مقاطعة إيلكو                     | 007                                                 | إيلكو            | 1869  | جزء من مقاطعة لاندر.                          | كلمة هندية تعني "المرأء البيضاء". يُقال بين الهنود الكبار بالسن أن هذا كان المكان الذي رأوا فيه أمرأة بيضاء لاول مرة            | 45٬291          | 17٬182 ميل² (44٬501 كم²) | State map highlighting Elko County       |
| مقاطعة إزميرالدا                 | 009                                                 | غولدفيلد         | 1861  | إحدى المقاطعات الأصلية التسعة                 | منطقة منجم إزميرالدا، سميت على الأكثر خلف اسم الشخصية إزميرالدا من رواية “أحدب نوتردام”. إزميرالدا هي الكلمة الإسبانية للزمرد. | 971             | 3٬589 ميل² (9٬295 كم²)   | State map highlighting Esmeralda County  |
| مقاطعة يوريكا                    | 011                                                 | يوريكا           | 1873  | جزء من مقاطعة لاندر.                          | باليونانية، تعني "وجدتها"، مشيرة إلى كميات من الفضة في المنطقة.                                                                | 1٬651           | 4٬176 ميل² (10٬816 كم²)  | State map highlighting Eureka County     |
| مقاطعة هومبولدت                  | 013                                                 | وينيموكا         | 1861  | إحدى المقاطعات الأصلية التسعة                 | نهر هوبولدت، والذي سمي خلف ألكسندر فون هومبولت(1769-1859)، العالم الألماني المشهور                                             | 16٬106          | 9٬648 ميل² (24٬988 كم²)  | State map highlighting Humboldt County   |
| مقاطعة لاندر                     | 015                                                 | باتل ماونتين     | 1862  | أجزاء من مقاطعتي تشورتشل وهومبولدت            | فريدريك و. لاندر (1821-1862)، جنرال في الحرب الأهلية الأمريكية                                                                 | 5٬794           | 5٬494 ميل² (14٬229 كم²)  | State map highlighting Lander County     |
| مقاطعة لينكون                    | 017                                                 | بايوك            | 1866  | أجزاء من مقاطعة ني ومنطقة آخرى أعطيت لأريزونا | أبراهام لينكون (1809-1865)، الرئيس السادس عشر للولايات المتحدة الأمريكية                                                       | 4٬165           | 10٬635 ميل² (27٬545 كم²) | State map highlighting Lincoln County    |
| مقاطعة ليون                      | 019                                                 | ييرينغتون        | 1861  | إحدى المقاطعات الأصلية التسعة                 | الجنرال ناثناييل ليون (1818-1861)، الذي قتل في معركة نيلسونز كريك                                                              | 34٬501          | 1٬994 ميل² (5٬164 كم²)   | State map highlighting Lyon County       |
| مقاطعة مينيرال                   | 021                                                 | هوثورن           | 1911  | جزء من مقاطعة إزميرالدا.                      | لوجود المعادنفي المنطقة. | 5٬071           | 3٬757 ميل² (9٬731 كم²)   | State map highlighting Mineral County    |
| مقاطعة ني                        | 023                                                 | تونوبا           | 1864  | جزء من مقاطعة إزميرالدا.                      | جيمس ن. وي (1815-1876)، محافظ في منطقة نيفادا وسيناتور أمريكي لنيفادا                                                          | 32٬485          | 18٬147 ميل² (47٬001 كم²) | State map highlighting Nye County        |
| مقاطعة بيرشينغ                   | 027                                                 | لوفلوك           | 1919  | جزء من مقاطعة هومبولدت.                       | جون بيرشنغ (1860-1948)، جنرال في الحرب العالمية الأولى.                                                                        | 6٬693           | 6٬009 ميل² (15٬563 كم²)  | State map highlighting Pershing County   |
| مقاطعة ستوري                     | 029                                                 | فيرجينيا سيتي    | 1861  | إحدى المقاطعات الأصلية التسعة                 | إدوارد فاريس ستوري (1829-1860)، كابتن قتل في بحيرة بيراميد في حرب البايوت في 1860.                                             | 3٬399           | 264 ميل² (684 كم²)       | State map highlighting Storey County     |
| مقاطعة واشو                      | 031                                                 | رينو             | 1861  | إحدى المقاطعات الأصلية التسعة                 | الواشو، وهي قبيلة هندية صغيرة سكنت هذه المنطقة.                                                                                | 339٬486         | 6٬342 ميل² (16٬426 كم²)  | State map highlighting Washoe County     |
| مقاطعة وايت بين                  | 033                                                 | إيلي             | 1869  | جزء من مقاطعة لاندر.                          | النمو الكثيف لأشجار الصنوبر في المنطقة، والذي أعتقدوا أنه صنوبر أبيض White Pine.                                               | 9٬181           | 8٬877 ميل² (22٬991 كم²)  | State map highlighting White Pine County |

## مقاطعات سابقة
- Bullfrog County, Nevada formed in 1987 from part of Nye county. Creation declared unconstitutional and abolished in 1989.[4]
- Lake County, Nevada one of the original nine counties formed in 1861. Renamed Roop county in 1862. Nevada portions annexed in 1883 to Washoe county,[4] remainder became مقاطعة لاسين (كاليفورنيا) in 1864.
- مقاطعة أورمسبي  [لغات أخرى]‏ one of the original nine counties formed in 1861 and was consolidated into Carson City, Nevada in 1969.[4]

== المصادر ==
1. ↑  "EPA County FIPS Code Listing". US Environmental Protection Agency. مؤرشف من الأصل في 2012-10-08. اطلع عليه بتاريخ 2007-08-18.
2. 1 2 3 4  "NACo - Find a county". National Association of Counties. مؤرشف من الأصل في 2008-12-06. اطلع عليه بتاريخ 2007-08-16.
3. 1 2  "Counties of Nevada". Nevada-History.org. مؤرشف من الأصل في 2012-02-04. اطلع عليه بتاريخ 2007-08-18.
4. 1 2 3 4  "Political History of Nevada". Nevada State Library and Archives. مؤرشف من الأصل في 2007-09-27. اطلع عليه بتاريخ 2007-08-17.
5. 1 2  "Nevada QuickFacts". U.S. Census Bureau. مؤرشف من الأصل في 2016-02-19. اطلع عليه بتاريخ 2007-08-16. (2000 Census)